# Nyeverkino
Nyeverkino (oroszul: Неверкино, csuvas nyelven Çăрттанлă) városi jellegű település Oroszországban, a Penzai területen, a Nyeverkinói járás székhelye.

## Lakossága
- 1897-ben 1 435 lakosa volt.
- 1926-ban 2 187 lakosa volt.
- 1939-ben 2 515 lakosa volt.
- 1959-ben 2 266 lakosa volt.
- 1970-ben 2 769 lakosa volt.
- 1979-ben 3 997 lakosa volt.
- 1989-ben 4 816 lakosa volt.
- 2002-ben 5 173 lakosa volt, melynek 36,4%-a orosz, 30,2%-a csuvas, 29,1%-a tatár, 2,4%-a mordvin.
- 2010-ben 4 376 lakosa volt.